# Albania en los Juegos Olímpicos de Pyeongchang 2018
Albania estuvo representada en los Juegos Olímpicos de Pyeongchang 2018 por dos deportistas que compitieron en esquí alpino. Responsable del equipo olímpico fue el Comité Olímpico Nacional de Albania, así como las federaciones deportivas nacionales de cada deporte con participación.
La portadora de la bandera en la ceremonia de apertura fue la esquiadora Suela Mëhilli. El equipo olímpico albanés no obtuvo ninguna medalla en estos Juegos.